# Eugenolo
L'eugenolo (C10H12O2) è un composto aromatico idrossilato, un guaiacolo con catena modificata. L'eugenolo è un membro della classe degli allilbenzeni. Si presenta come un liquido oleoso, quasi incolore o giallo chiaro, che viene estratto da alcuni oli essenziali, in particolare dall'olio di chiodi di garofano e dalla cannella. È poco solubile in acqua, ma solubile nei solventi organici. Ha un odore piacevole, speziato, simile a quello del chiodo di garofano.
L'eugenolo è il principio attivo dell'olio di chiodi di garofano, cui conferisce l'aroma caratteristico. Tale olio essenziale si può estrarre dai boccioli fiorali, dalle foglie o dai rametti della pianta dei chiodi.

## Applicazioni
L'eugenolo è usato in profumeria, come olio essenziale o aroma, e in medicina, come antisettico e anestetico. Era usato in passato come base per la produzione di isoeugenolo per la sintesi della vanillina; oggi la maggior parte di essa è prodotta per sintesi diretta.
Viene usato contro il mal di denti e come carminativo. L'eugenolo ha inoltre attività disinfettante e leggere proprietà anestetiche locali ed antinfiammatorie.
I derivati dell'eugenolo sono variamente usati come aromi e in profumeria. Sono inoltre presenti nelle composizioni di assorbenti di raggi UV, analgesici, antibiotici e antisettici. Sono anche impiegati nella produzione di stabilizzatori e antiossidanti per plastica e gomma. Si usa come base per la sintesi della propanidide.
È inoltre utilizzato in odontoiatria all'interno dei cementi insieme con l'ossido di zinco.

## Tossicità
In caso di sovradosaggio i sintomi vanno da convulsioni a diarrea, nausea, svenimento e tachicardia.